# Vilém-Alexandr Nizozemský
Vilém-Alexandr (Willem-Alexander Claus George Ferdinand, * 27. dubna 1967, Utrecht) je nizozemský král. Je nejstarším synem bývalé nizozemské královny Beatrix a jejího manžela, původně německého diplomata Clause van Amsberga. Nizozemským králem je od 30. dubna 2013, kdy jeho matka abdikovala.
Navštěvoval veřejné základní a střední školy v Nizozemsku, mezinárodní školu ve Walesu, sloužil u nizozemského královského námořnictva a studoval historii na Univerzitě v Leidenu. Po nástupu své matky Beatrix Nizozemské na trůn dne 30. dubna 1980 se jako následník trůnu stal princem oranžským.
V roce 2002 se oženil s Máximou Zorreguieta Cerruti, která pochází z Argentiny. Mají tři dcery, Catharinu-Amalii, princeznu oranžskou (* 2003), princeznu Alexii (* 2005) a princeznu Ariane (* 2007).
Vilém-Alexandr se zajímá o sport a mezinárodní otázky vodního hospodářství. Do svého nástupu na trůn byl členem Mezinárodního olympijského výboru (1998–2013). Byl také předsedou Poradního výboru pro vodu nizozemského ministra infrastruktury a životního prostředí (2004–2013) a předsedou Poradního výboru generálního tajemníka OSN pro vodu a sanitaci (2006–2013).

## Mládí a vzdělání

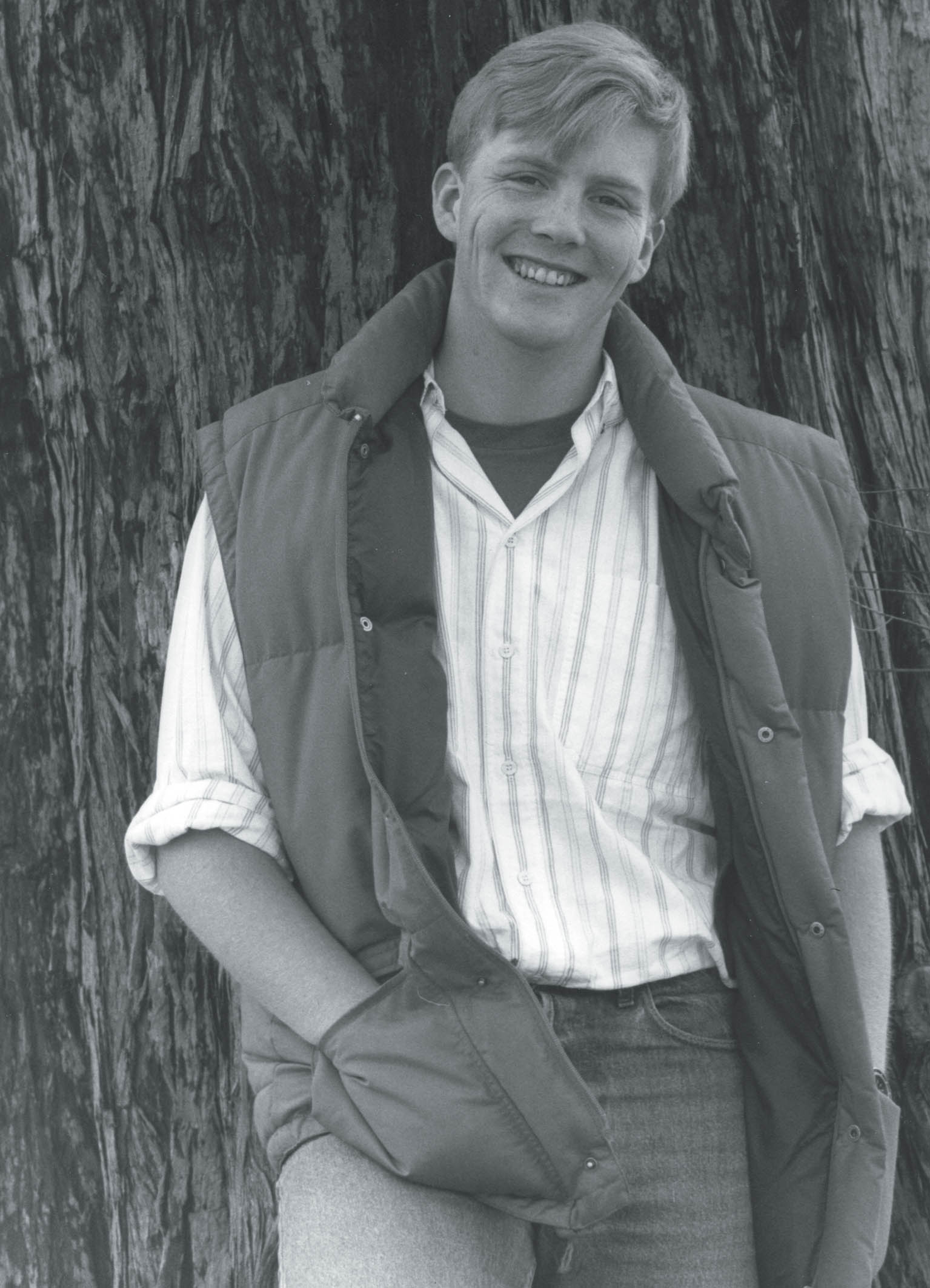
Portrét mladého Prince Willema-Alexandra, 1989.

Nizozemský král Vilém-Alexandr je nejstarší syn princezny Beatrix a jejího manžela prince Clause. Od narození je držitelem titulů nizozemský princ (nizozemsky: Prins der Nederlanden), oranžsko-nasavský princ (nizozemsky: Prins van Oranje-Nassau) a jonkheer z Amsbergu (nizozemsky: Jonkheer van Amsberg). Pokřtěn byl jako člen nizozemské reformované církve dne 2. září 1967 v kostele sv. Jakuba v Haagu. Jeho kmotry jsou jeho dědeček z matčiny strany princ Bernhard Lippsko-Biesterfeldský, jeho babička z otcovy strany Gösta Freiin von dem Bussche-Haddenhausen, princ Ferdinand von Bismarck, bývalý premiér Jelle Zijlstra, jonkvrouw Renée Röellová a královna Markéta II. Dánská.
Vzdělání získal na protestantské střední škole v Haagu, později na United World College of the Atlantic v jižním Walesu. Byl připravován pro státnické záležitosti s vědomím, že jednoho dne převezme nizozemský trůn. Studoval historii na Univerzitě v Leidenu a zajímá se o mezinárodní vodní hospodářství.

## Královská funkce
Dne 28. ledna 2013 oznámila jeho matka, královna Beatrix Nizozemská, že ke Dni královny, což je státní svátek, který tehdy připadal na den jejích narozenin, tedy na 30. dubna 2013, abdikuje v jeho prospěch (podobně jako její matka Juliána o 33 let dříve v její prospěch). To také učinila a Vilém-Alexandr se toho dne stal králem Nizozemského království. Je prvním nizozemským králem od roku 1890. Posledním králem byl Vilémův prapradědeček Vilém III., po kterém vládly ženy, královny Vilemína, Juliána a Beatrix. Zároveň bylo oznámeno, že budoucí král nebude vládnout pod předpokládaným jménem Vilém IV., ale pod svým dosavadním jménem jako Vilém-Alexandr. Neformálním rodinným jménem je král nazýván také Willem-Alexander van Amsberg.
Hlavní úlohou Viléma Alexandra ve funkci hlavy státu je reprezentace Nizozemska. V den svého nástupu do funkce prohlásil, že jeho cílem je také celková reforma nizozemského královského úřadu tak, aby odpovídala společenské situaci ve 21. století.
V den králových narozenin, tedy 27. dubna každého roku, je od roku 2014 po celé zemi slaven Koningsdag, „Den krále“, který je nizozemským státním svátkem.

## Rodina
Rozruch vyvolal v roce 2002 sňatek tehdejšího korunního prince Viléma-Alexandra. Jeho snoubenkou byla Máxima Zorreguieta Cerruti, která pochází z Argentiny a má španělské a italské předky. Její otec Jorge Zorreguieta byl argentinským ministrem zemědělství v době vlády diktátora Jorgeho Videly v 70. a 80. letech 20. století. Otec Máximy se na žádost tehdejšího nizozemského premiéra Wima Koka rozhodl svatby nezúčastnit, a ani její matka nebyla přítomna.
Svatba korunního prince Viléma-Alexandra a Máximy Zorreguieta Cerruti se konala 2. února 2002. Sňatek byl jak občanský na amsterdamské radnici, tak církevní, a to v amsterdamském kostele Nieuwe Kerk.

### Dcery
Z manželství královského páru vzešly tři dcery:
- 1. Catharina-Amalia Beatrix Carmen Victoria (*  7. 12. 2003 Haag), korunní princezna nizozemská
- 2. Alexia Juliana Marcela Laurentien (*  26. 6. 2005 Haag)
- 3. Ariane Wilhelmina Máxima Ines (* 10. 4. 2007 Haag)

## Bydliště
Král a jeho rodina žijí ve vile Eikenhorst ve Wassenaaru v blízkosti Haagu.

## Tituly a vyznamenání

### Tituly
- 27. duben 1967 – 30. duben 1980: Jeho královská Výsost princ Vilém-Alexandr Nizozemský
- 30. duben 1980 – 30. duben 2013: Jeho královská Výsost kníže oranžský
- od 30. dubna 2013: Jeho Veličenstvo Vilém-Alexandr, král nizozemský, princ oranžsko-nasavský, jonkheer van Amsberg